# Nelli Chiyanova
Nelli Vasilievna Chiyanova (nacida el 19 de febrero de 1942 en Ekaterimburgo, Unión Soviética) es una exjugadora de baloncesto rusa. Consiguió 5 medallas en competiciones oficiales con la URSS.